# Les Légendes de Krondor
Les Légendes de Krondor (titre original : Legends of the Riftwar) est une trilogie de fantasy écrite par Raymond Elias Feist.

## La série
Cette série comprend trois tomes :
1. Un valeureux ennemi, Bragelonne, 2014 ((en) Honoured Enemy, 2001)Écrit avec William R. Forstchen.
2. Meurtres à LaMut, Bragelonne, 2015 ((en) Murder in LaMut, 2002)Écrit avec Joel Rosenberg (en).
3. Jimmy les Mains vives, Bragelonne, 2015 ((en) Jimmy the Hand, 2003)Écrit avec S. M. Stirling.